# Adriana Krúpová
Adriana Krúpová (született: Polónyová; Kassa, 1962. november 19. –) szlovák színésznő. Ivan Krúpa színész felesége.

## Pályafutása
A pályája elején a kassai Kis Színházi Stúdióban lépett fel. A Pozsonyi Színművészeti Főiskola elvégzése után csatlakozott a Kassai Állami Színházhoz, ahol Adriana Kudláčová néven dolgozott. 1992-től a Jonáš Záborský Színház művésze volt Eperjesen. 1993-ban férjhez ment Ivan Krúpához, azóta Adriana Krúpová néven lép fel. Szülési szabadságának letelte után, 1996-től újra belépett a Kassai Állami Színházba, és jelenleg is ott dolgozik.
A színészi feladatok mellett rádiójátékokat is írt, amelyekkel számos díjat nyert, és a műveit külföldön is játszották. 1997-ben írta a Last Amazon (Az utolsó amazon) című darabját, amely az eperjesi színház és a Kassai Állami Színház repertoárjában is szerepelt.

## Színházi szerepei

### A Kassai Állami Színházban
- William Shakespeare: Romeó és Júlia – Júlia
- Peter Shaffer: Equus – Jill Mason
- Bulgakov: ... és a Titkos Testvériség – Armand
- Ján Palárik: Inkognito – Borka

### Eperjesen a Jonáš Záborský Színházban
- Július Barč-Ivan: Mastný hrniec – Starostová
- P. Chestnota: Szia! – Lucia Mericourt
- Jozef Gregor Tajovský: Új élet – Anička
- J. Dorsta: Merlin – Ginevra
- E. Bryll: Üvegre festett
- Jonáš Záborský: Krisztus belépése a Paradicsomba – Tanítvány
- Carlo Goldoni: Két úr szolgája – Smeraldin

### A Kassai Állami Színházban
- Georges Feydeau: Bolha a fülbe
- Jozef Gregor Tajovský: Női törvény
- Heinrich von Kleist: Heilbronni Katica
- Adriana Krúpová: Ismerkedés
- Jonáš Záborský: Najdúch

## Tévéfilmek

### Színész
- O siedmich rokoch / A hét évről (1986)
- Priama úmera / Közvetlen arány (1987)
- Hrdina západu / A nyugati hős   (1987)
- Dulcinea z Tobosa (1987)
- Patent na život / Az élet szabadalma (1988)
- Mercadet / (1988)
- Dary malej víly / A kis tündér ajándékai ((1988)
- Rentabilita / Jövedelmezőség (1989)
- O Dobrote / A jóságról (1989) – Betka
- Študent / Diák (1990)
- Čosi viac ako slová / Valami több, mint szavak (1990)
- Nebeská sláva / Mennyei dicsőség  (1990)
- Augiášov chliev (1990)
- Svadobná cesta / Nászút (1991)
- Smútocný závoj / Gyászfátyol (1992)
- Zoznamka / Ismerkedés (2017) – Cili

### Forgatókönyvíró
- Zoznamka / Ismerkedés (2017)

## Fordítás
- Ez a szócikk részben vagy egészben  az   Adriana Krúpová című szlovák Wikipédia-szócikk ezen változatának fordításán alapul.  Az eredeti cikk szerkesztőit annak laptörténete sorolja fel. Ez a jelzés csupán a megfogalmazás eredetét és a szerzői jogokat jelzi, nem szolgál a cikkben szereplő információk forrásmegjelöléseként.